# Lijst van vlaggen van Letland
Dit is een lijst van vlaggen van Letland.

## Nationale vlag (perFIAV-codering)
|          | Civiele vlag | Staatsvlag | Oorlogsvlag |
| -------- | ------------ | ---------- | ----------- |
| Te land  | · ?          | · ?        | · ?         |
| Te water | · ?          | · ?        | · ?         |

## Vlaggen van bestuurders
| Vlag                               | Periode | Functie                            | Beschrijving |
| ---------------------------------- | ------- | ---------------------------------- | ------------ |
| Vlag van de president van Letland. |         | Vlag van de president van Letland. |              |
| Vlag van de premier van Letland.   |         | Vlag van de premier van Letland.   |              |
| Vlag van de minister van Defensie. |         | Vlag van de minister van Defensie. |              |

## Militaire vlaggen
De oorlogsvlag is reeds in de eerste tabel te vinden.
| Vlag                            | Periode | Functie                         | Beschrijving                                                        |
| ------------------------------- | ------- | ------------------------------- | ------------------------------------------------------------------- |
| Geus.                           |         | Geus.                           |                                                                     |
| Vlag van de Commander in Chief. |         | Vlag van de Commander in Chief. |                                                                     |
| Vlag van de Grenswacht          |         | Vlag van de Grenswacht          | Zoals de oorlogsvlag te water, maar dan met een groene achtergrond. |